# Juan Rodríguez
Juan Manuel Rodríguez Vega (Santiago del Cile, 16 gennaio 1944 – 1º settembre 2021) è stato un calciatore cileno, di ruolo difensore.

## Biografia
Juan Rodríguez era il fratello dell'ex giocatore cileno Manuel Rodríguez